# Eindringkörper
Eindringkörper sind durch Normen vordefinierte Körper, die bei einem Härtemessverfahren verwendet werden, um in ein Material einzudringen.
Die Verfahren nach Shore, Brinell, Rockwell und Vickers sind die bekanntesten und gebräuchlichsten Verfahren.
Der zu verwendende Eindringkörper ist je Verfahren unterschiedlich definiert. Die Form ist bei der Prüfung nach Brinell eine Kugel, bei Vickers eine Pyramide. Beim Shoreverfahren wird ein Prüfkegel verwendet.